# Симфоничен оркестър на Българското национално радио
Симфоничният оркестър на Българското национално радио е български симфоничен оркестър, един от водещите симфонични оркестри на Балканския полуостров и радиоформации в Европа.

## История
Симфоничният оркестър (СО) на БНР е създаден през 1948 г. и от създаването си до днес играе главна роля в музикалния живот на София.

## Състав и репертоар
Всички музиканти в състава на Симфоничния оркестър на БНР имат впечатляваща музикална биография, повечето са възпитаници на Националната музикална академия в София, но мнозина са учили или специализирали в консерваториите в Москва, Санкт Петербург, в Джулиард Скул (Ню Йорк), в престижни академии и университети във Виена, Лондон, Лозана и други.
Съставът поддържа изключително широк репертоар, покриващ целия периметър на класическата музика – от барок до късен романтизъм, с ярък фокус върху знаковите творби на 20 век, но включва и световни премиери, написани специално за оркестъра. Българската музика винаги е била важна част от изявите на СО на БНР.
Всеки музикален сезон на оркестъра с традиционните концерти в петък в зала „България“ е неизменна част от културния облик на столицата.
Записите са отличителната черта и същността на радиооркестъра – те се реализират в концертното „Първо студио“, което е сред десетте най-добри в Европа. Записват се и всички концерти от сезона на СО на БНР в зала „България“. Освен за фонда на Българското национално радио, СО на БНР записва за реномирани световни звукозаписни компании, като PHONIC (Белгия), SOUND PRODUCTS (Холандия), HARMONIA MUNDI (Франция), BMG ARIOLA (Италия), PYRAMID RECORD (САЩ).

## Диригенти
От създаването на радиооркестъра до наши дни на пулта пред него са заставали най-големите имена в българското диригентско изкуство. Сред главните диригенти на оркестъра са именитите български диригенти:
- Васил Стефанов (от 1948 до 1988)
- Александър Владигеров (от 1969 до 1991)
- Васил Казанджиев (от 1979 до 1993)
- Милен Начев (от 1994 до 2003)
- Росен Миланов (от 2003 до 2008)
- Емил Табаков (от 2008 до 2014)
- Росен Гергов (от 2014 до 2017)
- Марк Кадин (от 2017)